# 阿迦手観屋夢之助
阿迦手観屋 夢之助 （あかでみや ゆめのすけ）は、日本のゲームクリエイター。カルチャーブレーンのプロデューサーである。

## 人物
かつては同社が運営していた専門学校であるカルチャーブレーン専門学院（CBコンピュータアート学院）にて教鞭をふるっていたこともあった。
また麻雀に造詣が深く、かつては『プロ麻雀「兵」シリーズ』をマルチハードで展開していたほか、2000年代後半には漫画『アカギ』のゲーム版も制作している

## 主な作品
- SF-X
- 飛龍の拳シリーズ
- スーパーチャイニーズシリーズ
- アラビアンドリーム シェラザード
- ウルトラベースボールシリーズ
- ハムスター物語シリーズ
- ムシモンスターシリーズ
- プロ麻雀「兵」シリーズ
- おしゃれプリンセスシリーズ
- 闘牌伝説アカギシリーズ